# Жиль Вессьєр
Жиль Вессьєр (фр. Gilles Veissière, нар. 19 вересня 1959, Ніцца) — французький футбольний арбітр.

## Біографія
Він судив матчі ФІФА з 1994 по 2004 роки, працював на матчах кваліфікації до чемпіонату світу 1998, 2002 та 2006 років, судив матчі фінальної частини чемпіонату світу 2002 року.
Як арбітр УЄФА судив матчі кваліфікацій до чемпіонату Європи 1996, 2000 та 2004 років, працював у фінальних частинах чемпіонатів Європи 2000 та 2004 років. Судив неодноразово ігри Ліги чемпіонів, а в 1997 році був арбітром матчу збірних Європи і збірних світу в Марселі перед жеребкуванням чемпіонату світу.
Був головним арбітром фіналу Кубка УЄФА 2001 року і матчів молодіжного чемпіонату світу 1997 року.
Кар'єра Вессьєра тривала до 2004 року.